# Abdelkader Ben Bouali
Abdelkader Ben Bouali (né le 25 octobre 1912 à Tamedrara, dans la commune de Sendjas, en Algérie et mort le 23 février 1997 à Alger) est un footballeur international français d'origine algérienne évoluant au poste de défenseur gauche. Il fut notamment sélectionné pour participer à la Coupe du monde 1938.

## Carrière
Il est sélectionné une fois en équipe de France en 1937 alors qu'il est sociétaire de l'Olympique de Marseille. Cette unique sélection date du 23 mai 1937 face à l'Irlande en match amical joué au Stade olympique Yves-du-Manoir à Colombes (défaite 2-0 des Bleus). Ben Bouali figure dans l'effectif de l'équipe de France à l'occasion de la phase finale de la Coupe du monde 1938, mais il ne dispute aucun des deux matchs des Bleus.
En club, il évolue notamment au Racing universitaire d'Alger et à l'Olympique de Marseille (1935-1938). Il est champion de France 1937 (28 matches joués sur 30 lors de la saison 1937-38) et remporte la Coupe de France 1938 avec l'Olympique de Marseille.
Il meurt à l'âge de 84 ans, le 23 février 1997, à l'hôpital Mustapha Pacha d'Alger.

## Clubs
- 1933-1935 :  Stade Olympique Montpelliérain
- 1935-1936 :  FC Sète
- 1936-1938 :  Olympique de Marseille
- 1938-1939 :  Racing Club de France

## Sources
- Guide "Football 54" de L'Équipe, p. 104
- M. Oreggia et JM et P. Cazal, L'intégrale de l'équipe de France de football (1904-1998), Paris, First édition, 1998, p. 100 et p. 404
- Gilles Gauthey, Le football professionnel français, Paris, 1961, pages jaunes de l'« index alphabétique des joueurs des clubs professionnels (1932-1961) » p. 15
- Son fils : Ahmed Abdelkrim Ben Bouali